# إيزيدور شاليط
إيزيدور شاليط Isidor Schalit (ولد في عام 1871 في أوكرانيا – ومات في عام 1954 في إسرائيل) هو صهيوني عاصر بدايات الحركة الصهيونية، كما كان طبيب أسنان حمل الجنسية النمساوية ثم الإسرائيلية لاحقًا. شارك وساهم في الإعداد لأول مؤتمر صهيوني، وتولى قيادة المنظمة الصهيونية في النمسا. وأنجز الكثير في سبيل التقدم ودعم الحركة الصهيونية العالمية. في عام 1938 استطاع الهروب إلى فلسطين، وفي عام 1949 عين مندوبا لاسترجاع رفات ثيودور هرتزل إلى أرض فلسطين. ومات في إسرائيل.